# Djäkneberget-Stallhagen
Djäkneberget-Stallhagen är ett administrativt bostadsområde i centrala Västerås. Området består av delarna Djäkneberget Lustigkulla, Lögarängen, Stallhagen, Vasastaden och Västermalm
Området avgränsas av Svartån och Mälaren. I väster gränsar området till Jakobsberg-Pettersberg och Stohagen-Spantgatan.